# Adolph von zur Lippe
Adolph von zur Lippe (né le 1er mai 1812 à See en Prusse - mort le 23 janvier 1888 en Pennsylvanie) est un homéopathe.

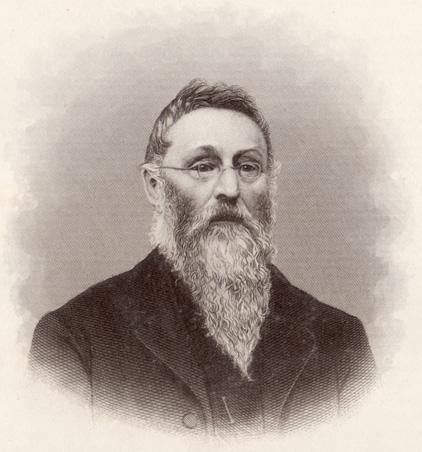
Adolph von zur Lippe (1812-1888)

Il émigra aux États-Unis en 1837 et il exerça à Philadelphie